# Giovanni Agazzi
Giovanni Agazzi (fl. XIX secolo) è stato un politico italiano, deputato del Regno di Sardegna.

## Biografia
È stato deputato del Regno di Sardegna nel 1848.